# I.D. (babamaniaのアルバム)
『I.D.』（アイディー）は、babamaniaの3作目のスタジオ・アルバム。2002年6月26日にインペリアルレコードから発売された。

## 概要
- 前作『Pornmuzik』から9ヶ月後にリリースされた。久々の国内レコーディング、かつてない3ヶ月という最長レコーディング期間を経て完成した。
- アルバムタイトルの "I.D." はIDENTIFICATIONの略で「己」、「身分証明」を意味する。この作品でbabamaniaは自分達の向かうべき所、方向性をより一層明確にしたとされる。
- ラウドでファンキーなサウンド。メロウな楽曲も多めで、よりヴォーカルが際立つ構成となっている。
- 2001年9月11日アメリカ同時多発テロ事件直後に作ったアルバムであり、Genki曰く「過去2枚のアルバムよりも内向的な雰囲気になったのは、歌詞も含め自然な結果だった」と語っている[1]。
- Takeo(Bass)脱退後、4人体制での初めてのアルバムである。
- 初回プレス限定で「非売品アナログ盤」プレゼント応募ハガキが封入されている。

## サポートミュージシャン
- Gary Stout（Digital Chemistry）
- Jim Rintoul（Bass）

## 収録曲
1. SUN SHINES [5:00]
作詞・作曲：babamania  編曲：babamania＆Gary Stout
2. SAY BROTHER [5:03]
作詞・作曲：babamania  編曲：babamania＆Gary Stout
アルバム曲ながらMVが制作されている。今作のリードトラック的な楽曲。『SAY BROTHER』 -MV- - YouTube
メンバー選曲によるベストアルバム「bababest」にも収録された。
3. DISCO SAFARI [3:46]
作詞・作曲：babamania  編曲：babamania＆Gary Stout
4. V.I.P.YUPPIE [4:03]
作詞・作曲：babamania  編曲：babamania＆Gary Stout
メンバー選曲によるベストアルバム「bababest」にも収録された。
5. COMPUTER HIPPIE [5:02]
作詞・作曲：babamania  編曲：babamania＆Gary Stout
メンバー選曲によるベストアルバム「bababest」にも収録された。
6. LOVE STRONG ENOUGH [3:34]
作詞・作曲：babamania  編曲：babamania＆Gary Stout
メンバー選曲によるベストアルバム「bababest」にも収録された。
7. LADY FIVE STAR [4:07]
作詞・作曲：babamania  編曲：babamania＆Gary Stout
8. SHUT UP [3:10]
作詞・作曲：babamania  編曲：babamania＆Gary Stout
9. PRESCRIPTION [4:21]
作詞・作曲：babamania  編曲：babamania＆Gary Stout
10. LOVE SHRINE [3:26]
作詞・作曲：babamania  編曲：babamania＆Gary Stout
11. NOWHERE TO NOWHERE [4:50]
作詞・作曲：babamania  編曲：babamania＆Gary Stout
12. LATELY [6:06]
作詞・作曲：babamania  編曲：babamania＆Gary Stout
アメリカ同時多発テロ事件で亡くなった多くの方と現在を生きる人々に捧げた曲[2]。